# Dryadella aviceps
Dryadella aviceps es una especie de orquídea de hábitos epifitas.

## Descripción
Es una orquídea de pequeño tamaño, de hábito creciente epífita  con ramicaules erectos envueltos basalmente por 2-3 vainas finas, sueltas, tubulares y llevando una sola hoja, apical, erecta, coriácea, de color púrpura bañado por debajo, elíptica-obovada, subaguda, cuneada estrechándose en la base subpeciolada. Florece en una congestionada inflorescencia, con sucesivamente algunas flores, de 1 a 2 mm de largo, inflorescencia que surge de la parte baja en el ramicaule y con la imbricacion de brácteas florales delgadas y una funda basal.

## Distribución y hábitat
Se encuentra en los estados de Paraná y Sao Paulo de Brasil

## Taxonomía
Dryadella aviceps fue descrito por (Rchb.f.) Luer y publicado en Selbyana  2: 208. 1978.
Etimología
Dryadella: nombre genérico que hace una referencia a las mitológicas dríadas, ninfas de los bosques.
aviceps: epíteto latíno que significa "como cabeza de pájaro"
Sinonimia
- Dryadella obrieniana (Rolfe) Luer
- Dryadella silvana F.Barros
- Masdevallia aviceps (Rchb.f.) Rchb.f.
- Masdevallia bradei Schltr. ex Hoehne
- Masdevallia obrieniana Rolfe
- Masdevallia paulensis Barb.Rodr.
- Masdevallia sessilis Barb.Rodr.
- Masdevallia simula var. obrieniana`` (Rolfe) Kraenzl.
- Pleurothallis aviceps Rchb.f.[1][3][4]